# Serra de Santa Llúcia
La serra de Santa Llúcia és una serra situada al municipi de Montferrer i Castellbò a la comarca de l'Alt Urgell, amb una elevació màxima de 962 metres.